# Burchardia rosea
Burchardia rosea là một loài thực vật có hoa trong họ Colchicaceae. Loài này được Keighery miêu tả khoa học đầu tiên năm 1987.